# Nowy Dwór (powiat polkowicki)
Nowy Dwór – wieś w Polsce położona w województwie dolnośląskim, w powiecie polkowickim, w gminie Radwanice.

## Podział administracyjny
W latach 1975–1998 miejscowość należała administracyjnie do województwa legnickiego.

## Zabytki
Do wojewódzkiego rejestru zabytków wpisany jest:
- zespół pałacowy, z XIX w., 1903 r.:
  - pałac
  - park